# La gloire de mon père
La gloire de mon père is een Franse film uit 1990, gebaseerd op de gelijknamige autobiografie van Marcel Pagnol en geregisseerd door Yves Robert. De film werd tegelijk gedraaid met het vervolg Le château de ma mère, dat een paar maanden later uitkwam.

## Verhaal
Marcel groeit op in de klas van zijn vader als klein kind en verbaast zijn vader doordat hij al heel goed kan lezen, beter dan de andere jongens van de klas die een stuk ouder zijn dan Marcel. Op 11-jarige leeftijd gaat Marcel op vakantie naar een hutje in de heuvels van de Provence samen met zijn ouders, broertje en oom en tante. 
In de heuvels ontmoet Marcel een lokale jongen genaamd Lili en raakt al snel bevriend met hem. Lili leert Marcel allerlei dingen over de omgeving. Tegen het einde vinden ze een grot en die vinden de jongens zo leuk dat ze er als een kluizenaar willen leven. Op de dag dat Marcel en zijn familie naar huis gaan besluit Marcel weg te sluipen en een briefje achter te laten voor zijn ouders dat hij in een nieuw huis gaat wonen en dat zijn ouders hem niet kunnen vinden. Als Marcel eventjes in de grot verblijft, wil hij er toch niet blijven wonen. Hij gaat terug naar het huisje om het briefje weg te gooien en met zijn ouders terug te gaan. Het briefje ligt nog op de plek waar hij het achtergelaten heeft en hij denkt dat zijn ouders het briefje niet gezien hebben. Onderweg naar huis blijkt uit een gesprek dat hij met zijn ouders heeft, dat zij zijn briefje toch gelezen hebben.

## Rolverdeling
| Acteur             | Personage                            | Opmerking            |
| ------------------ | ------------------------------------ | -------------------- |
| Philippe Caubère   | Joseph Pagnol                        | vader Marcel         |
| Nathalie Roussel   | Augustine                            | moeder Marcel        |
| Didier Pain        | Oom Jules                            |                      |
| Thérèse Liotard    | Tante Rose                           |                      |
| Julien Ciamaca     | Marcel                               | hoofdrol             |
| Victorien Delamare | Paul                                 | broertje van Marcel  |
| Joris Molinas      | Lili des Bellons                     |                      |
| Benoît Martin      | Marcel                               | peuter               |
| Paul Crauchet      | Edmond des Papillons                 |                      |
| Pierre Maguelon    | François                             |                      |
| Michel Modo        | Postbode                             |                      |
| Jean Rougerie      | Bergougnas, de bric-à-brachandelaar  |                      |
| Jean-Pierre Darras | Marcel                               | verteller/voice-over |
| Victor Garrivier   | Pastoor van la Treille               |                      |
| Raoul Curet        | Monsieur Vincent                     |                      |
| Maxime Lombard     | Monsieur Arnaud                      |                      |
| Michèle Loubet     | Mademoiselle Guimard, schooljuffrouw |                      |
| René Loyon         | Monsieur Besson                      |                      |